# Vuursteenmijntjes Schone Grub

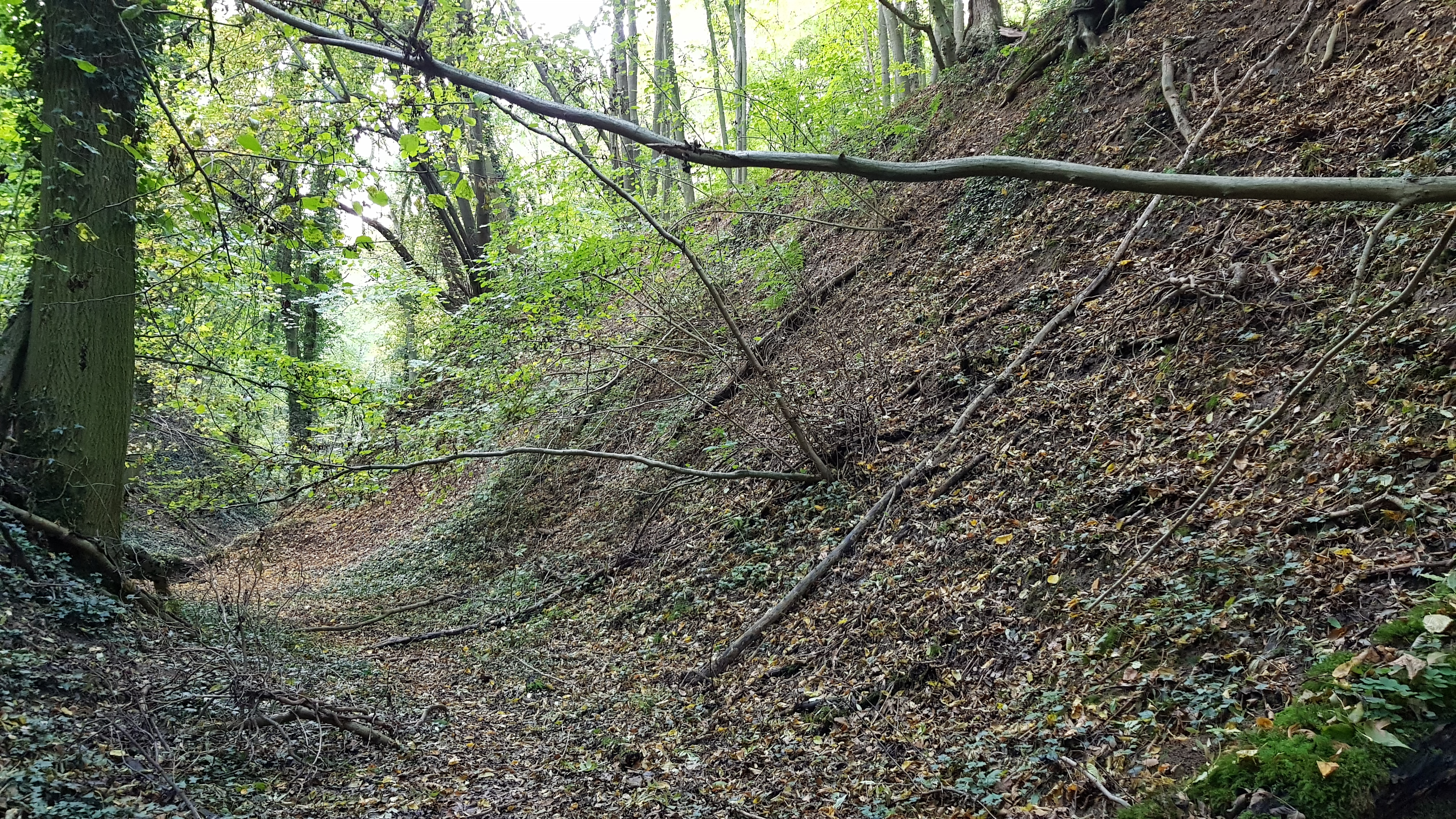
locatie van de vuursteenmijntjes

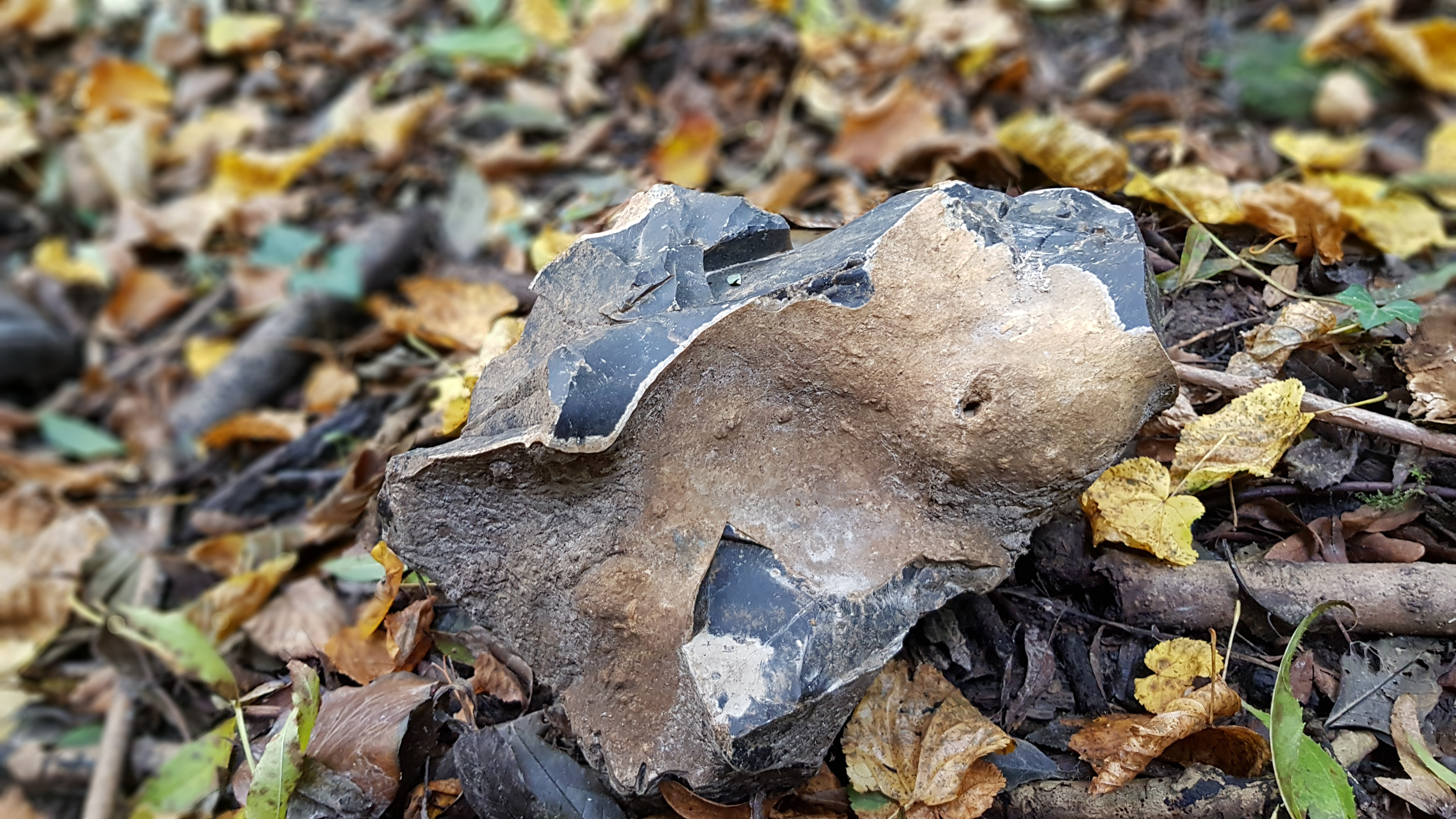
knol vuursteen

De vuursteenmijntjes Schone Grub bevinden zich ten oosten van Rijckholt in de Nederlandse gemeente Eijsden-Margraten. De vuursteenmijntjes liggen in de Schone Grub in het zuidelijk deel van het Savelsbos en dateren uit het neolithicum. Op ongeveer een derde van de grub (gezien vanaf de monding) zijn de vuursteenmijntjes gesitueerd. De locatie ligt aan de westelijke rand van het Plateau van Margraten in de overgang naar het Maasdal.
Op ongeveer 200 meter naar het westen bevinden zich de Abri van Rijckholt en de Henkeput en op ongeveer 450 meter naar het zuidwesten bevindt zich de hedendaagse ingang van de vuursteenmijnen van Rijckholt. Op ongeveer een kilometer naar het zuidwesten bevindt zich een vindplaats op de Kaap waar oude werktuigen van Neanderthalers gevonden zijn die dateren uit het middenpaleolithicum.

## Geschiedenis
De oudste sporen van mijnbouw stammen uit de periode van rond 4315-4040 v.Chr. Tussen 4600 en 2000 v.Chr. werd er hier in dit gebied vuursteen gewonnen. In de eerste plaats werd er vuursteen gewonnen uit de hellingen van de Schone Grub, maar die waren rond 4000 v.Chr. uitgeput. Men ging toen over op de aanleg van ondergrondse mijnbouw in het gebied van de vuursteenmijnen van Rijckholt.
In 1881 ontdekte een archeoloog in Savelsbos vele stukken vuursteen die door mensen bewerkt waren, waarna er vele jaren van onderzoek volgden in de Schone Grub en de vuursteenmijnen van Rijckholt.
In 1914 deed de Luikse hoogleraar J. Hamal-Nandrin onderzoek in de Schone Grub en vond daarbij ondergrondse werken voor de delving van vuursteen.